# 谢康生
谢康生（1947年10月—），湖南平江人，大专文化。1966年2月加入中国共产党。历任共青团岳阳地委书记；汨罗县委副书记、副县长；共青团湖南省委副书记；湖南省农业厅副厅长、省政府副秘书长；省委农村工作部部长；湖南省政府秘书长；中共湖南省委常委、秘书长、湖南省委副书记；湖南省人大常委会副主任等职。现任湖南省人民政府顾问。